# Грот Спокути
Грот Спокути (англ. Grotto of the Redemption) — релігійна святиня, розташована у Вест-Бенді, Айова, США. Знаходиться під керівництвом єпархії Су-Сіті Римо-католицької церкви. Споруда складається з дев'яти гротів, що зображують сцени з життя Ісуса Христа.
Поява грота пов'язана з ім'ям місцевого священика Пола Доберштейна (1872—1954), емігранта з Німеччини, який дав обітницю вшанувати Пресвяту Діву Марію на честь свого зцілення від важкої пневмонії. Унікальність споруди в тому, що стіни інкрустовані різноманітними мінералами й дорогоцінними каміннями.

## У кіно
Персонаж фільму «Проста історія» Девіда Лінча старий Елвін Стрейт проїжджає на тракторі John Deere повз Грот Спокути.